# Диарсенид палладия
Диарсенид палладия — бинарное неорганическое соединение
палладия и мышьяка
с формулой PdAs2,
кристаллы,
не растворяется в воде.

## Получение
- Спекание стехиометрических количеств чистых веществ:

{\displaystyle {\mathsf {Pd+2As\ {\xrightarrow {780^{o}C}}\ PdAs_{2}}}}

## Физические свойства
Диарсенид палладия образует кристаллы
кубической сингонии,
пространственная группа P a3,
параметры ячейки a = 0,5985 нм, Z = 4.
Не растворяется в воде.